# El Popular
El Popular ist eine spanischsprachige, uruguayische Wochenzeitung.
Sie ist das offizielle Organ der Partido Comunista de Uruguay. Ihre erste Ausgabe erschien am 1. Februar 1957. Verantwortliche Redakteure der ersten Stunde waren Enrique Rodríguez, Eduardo Viera und Reyes Daglio. Zu Beginn der ab Juni 1973 in Uruguay herrschenden zivil-militärischen Diktatur endete jedoch ihre erste Epoche. Als im Rahmen einer Militäraktion die Redaktion inklusive Ausstattung zerstört wurde, erfolgte 1974 die Einstellung der Zeitung. Nach dem Ende der Diktatur wurde sie ab März 1985 erneut verlegt. Diese zweite Phase ihrer Existenz dauerte bis zur abermaligen Einstellung ungefähr im Jahre 1992. Nunmehr erscheint sie seit dem 18. April 2008 jeden Freitag. Der Preis einer Ausgabe der Zeitung betrug im Jahre 2008 15 Pesos.